# Paraphaenocladius muntensis
Paraphaenocladius muntensis är en tvåvingeart som först beskrevs av Maurice Emile Marie Goetghebuer 1937.  Paraphaenocladius muntensis ingår i släktet Paraphaenocladius och familjen fjädermyggor.
Artens utbredningsområde är Belgien. Inga underarter finns listade i Catalogue of Life.